# Bodocó
Bodocó är en kommun i Brasilien.   Den ligger i delstaten Pernambuco, i den östra delen av landet, 1 200 km nordost om huvudstaden Brasília. Antalet invånare är 35 178. Arean är 1 554 kvadratkilometer.
Terrängen i Bodocó är platt åt sydost, men åt nordväst är den kuperad.
Omgivningarna runt Bodocó är i huvudsak ett öppet busklandskap. Runt Bodocó är det ganska glesbefolkat, med 25 invånare per kvadratkilometer.